# Losing My Religion (альбом Кирка Франклина)
| Оценки критиков    | Оценки критиков |
| Источник           | Оценка          |
| ------------------ | --------------- |
| AllMusic           | [ 1 ]           |
| CCM Magazine       | [ 2 ]           |
| The Christian Beat | [ 3 ]           |
| Cross Rhythms      | [ 4 ]           |
| New Release Today  | [ 5 ]           |

Losing My Religion (с англ. — «Теряя веру») — одиннадцатый студийный альбом американского госпел-певца Кирка Франклина, вышедший 13 ноября 2015 года на лейбле RCA Inspiration (отеделние RCA Records) вместе с Fo Yo Soul Recordings. Диск возглавил чарт христианской музыки Top Gospel Albums, а также получил премию «Грэмми» в категории Лучший госпел-альбом.

## Отзывы
Альбом получил положительные отзывы музыкальных критиков и интернет-изданий. Тони Каммингс из Cross Rhythms назвал альбом «великим возвращением». Мэтт Коннер в четырехзвездочной рецензии в журнале CCM Magazine заявил, что «„Losing My Religion“ — это во всех отношениях энергичный, харизматичный и мощный альбом, который вы ожидаете (и надеетесь) от семикратного победителя GRAMMY». Награждая альбом пятью звездами в своей рецензии Дуэйн Лейси в издании New Release Today заявил: «Это винтажный Кирк!». Том Джурек из AllMusic дал альбому четыре из пяти звезд, восхваляя его за его послание и концепцию, написал: «Это рифмующий, социально-политический и духовный манифест, предостережение евангелистов о том, что религия маскирует любовь и милосердие Бога; это скорее барьер, чем мост».
12 февраля 2017 года альбом получил музыкальную премию Грэмми в категории Лучший госпел-альбом.

## Коммерческий успех
Альбом дебютировал на десятом месте в американском основном хит-параде Billboard 200 с тиражом 35000 копий в первую неделю.

## Награды

### Grammy Awards
| Год  | Номинируемая работа | Категория            | Результат |
| ---- | ------------------- | -------------------- | --------- |
| 2017 | Losing My Religion  | Лучший госпел-альбом | Победа    |

## Список композиций
Вся музыка написана Кирк Франклин, кроме указанных.
| №                   | Название                                                                         | Автор(ы)                        | Длительность |
| ------------------- | -------------------------------------------------------------------------------- | ------------------------------- | ------------ |
| 1.                  | «Losing My Religion»                                                             |                                 | 3:21         |
| 2.                  | «Miracles»                                                                       |                                 | 5:53         |
| 3.                  | «123 Victory»                                                                    | Кирк Франклин и Lawrence Parker | 3:57         |
| 4.                  | «Road Trip»                                                                      |                                 | 4:00         |
| 5.                  | «Pray for Me»                                                                    |                                 | 4:45         |
| 6.                  | «Wanna Be Happy?» (включает части «Tired of Being Alone» в исполнении Эла Грина) | Кирк Франклин и Эл Грин         | 4:25         |
| 7.                  | «It's Time» (при участии Tasha Page-Lockhart и Zacardi Cortez)                   |                                 | 4:03         |
| 8.                  | «True Story»                                                                     |                                 | 4:20         |
| 9.                  | «Over»                                                                           |                                 | 4:16         |
| 10.                 | «When» (при участии Kim Burrell и Lalah Hathaway)                                |                                 | 5:17         |
| 11.                 | «My World Needs You» (при участии Sarah Reeves, Tasha Cobbs и Tamela Mann)       |                                 | 7:16         |
| 12.                 | «Intercession»                                                                   |                                 | 5:06         |
| 13.                 | «No Sleep Tonight»                                                               |                                 | 4:15         |
| Общая длительность: | Общая длительность:                                                              | Общая длительность:             | 60:54        |

## Позиции в чартах

### Еженедельные чарты
| Чарт (2015—16)                         | Высшая позиция |
| -------------------------------------- | -------------- |
| США (Billboard 200)                    | 10             |
| США (Billboard Top Gospel Albums)      | 1              |
| США (Billboard Top R&B/Hip-Hop Albums) | 3              |

### Годовые итоговые чарты
| Чарт (2016)                                | Позиция |
| ------------------------------------------ | ------- |
| США, US Top Gospel Albums (Billboard)      | 1       |
| США, US Top R&B/Hip-Hop Albums (Billboard) | 17      |